# Џо Давола
Џо Давола (енгл. Joe Davola) је амерички телевизијски продуцент.
Тренутно је запослен као директор продуцентске куће Tollin/Robbins, коју су заједнички основали његови пријатељи и сарадници Мајкл Толин и Брајан Робинс. Најзначајнији пројекти у којима је учествовао су телевизијске серије: Све то, Аманда шоу, Ник Кенон шоу, Смолвил, Три Хил, Шта волим код тебе и Бронкс гори.
Давола је почео своју каријеру на музичкој телевизији МТВ, где је убрзо постао један од најбољих продуцената. Један је од креатора чувеног шоуа Контрола игре, који се приказивао на телевозији МТВ. Убрзо је прешао на ФОКС телевизију где је успео да креира два шоу програма која су добила Еми награде. Били су то: У живописним бојама и Бен Стилер шоу. После поновног краћег боравка на телевизији МТВ, Давола је почео да ради за продуцентску кућу Дримворкс где је учествовао у креирању веома популарне серије Спин Сити.